# Héctor García Otero
Héctor García Otero, (12 de junio de 1926) es un exjugador de baloncesto uruguayo. Tiene en su haber dos medallas de bronce olímpicas con Uruguay, en los Juegos Olímpicos de Helsinki 1952 y en los Juegos Olímpicos de Melbourne 1956.